# Saïd Meghichi
Saïd Meghichi (Argel, Argelia francesa; 5 de febrero de 1961) es un exfutbolista de Argelia que jugaba en la posición de centrocampista.

## Carrera

### Club
Jugó toda su carrera con el MC Alger de 1980 a 1990 donde fue campeón de copa en 1983.

### Selección nacional
Jugó para Argelia en 16 ocasiones de 1981 a 1986 y participó en la Copa Africana de Naciones 1988.

## Logros
- Copa de Argelia (1): 1982-83